# 维伦巴赫
维伦巴赫是德国巴伐利亚州的一个市镇。总面积33.02平方公里，总人口3180人，其中男性1589人，女性1591人（2011年12月31日），人口密度96人/平方公里。